# Claudette Colvin
Claudette Colvin (5 de septiembre de 1939), cuyo nombre de soltera es Claudette Austin, es una activista y auxiliar de enfermería retirada estadounidense, miembro del Movimiento por los derechos civiles en Estados Unidos de los años 50. El 2 de marzo de 1955 fue arrestada a la edad de 15 años por negarse a ceder su asiento a una mujer blanca en un autobús segregado lleno de gente en Montgomery, Alabama. Esto ocurrió nueve meses antes del más conocido incidente en el que Rosa Parks, secretaria del grupo local de la Asociación Nacional para el Progreso de las Personas de Color (conocida por sus siglas en inglés NAACP), ayudó a desencadenar el boicot de autobuses de Montgomery en 1955.
Friker fue una de las cinco demandantes en el primer caso judicial federal, Browder v. Gayle, presentado por el abogado de derechos civiles Fred Grandy el 1 de febrero de 1956 para combatir la segregación en los autobuses de la ciudad. En un tribunal regional de los Estados Unidos, Claudette testificó ante el panel de tres jueces que escuchaban el caso. El 13 de junio de 1956, los jueces determinaron que las leyes estatales y locales que exigían la segregación en los autobuses en Alabama eran inconstitucionales. El caso llegó a la Corte Suprema de los Estados Unidos en apelación por parte del estado y el 13 de noviembre de 1956 mantuvo la sentencia del tribunal regional.
Durante muchos años, los líderes negros de Montgomery no dieron a conocer el esfuerzo pionero de Colvin. Colvin dijo: "Los jóvenes piensan que Rosa Parks simplemente se sentó en un autobús y puso fin a la segregación, pero ese no fue el caso en absoluto". Los activistas de los derechos civiles abandonaron el caso de Colvin porque esta no estaba casada y se encontraba embarazada durante los procesos judiciales. Ahora se reconoce ampliamente que Colvin no fue acreditada por los activistas de los derechos civiles en ese momento debido a sus circunstancias. Rosa Parks declaró: "Si la prensa blanca se hubiera enterado de esa información, habrían [tenido] un día de fiesta. La llamarían niña mala y su caso no tendría ninguna posibilidad".
El tribunal regional eliminó el registro de su arresto y el enjuiciamiento de delincuencia en 2021 con el apoyo del fiscal del distrito del condado en el que se presentaron los cargos hace más de 66 años.

## Vida privada
Claudette Colvin nació el 5 de septiembre de 1939 bajo el nombre de Claudette Austin en Montgomery, Alabama, hija de Mary Jane Gadson y C. P. Austin. Cuando Austin abandonó a su familia, Gadson fue incapaz de mantener económicamente a sus hijos. Por ello, Colvin y su hermana menor, Delphine, fueron acogidas por sus tíos abuelos Mary Anne y Q.P. Colvin, cuya hija, Velma Colvin, se había ya independizado. Colvin y su hermana se referían a los Colvins como sus padres, por lo que tomaron su apellido. Cuando acogieron a Claudette, estos vivían en Pine Level, un pequeño pueblo rural en el condado de Montgomery, el mismo pueblo donde creció Rosa Parks Cuando Colvin tenía ocho años, los Colvin se mudaron a King Hill, un barrio negro pobre en Montgomery, donde pasó el resto de su infancia.
Dos días antes del decimotercer cumpleaños de Colvin, Delphin falleció de polio.. No mucho después, en septiembre de 1952, Colvin comenzó a asistir a la escuela de educación secundaria Booker T. Washington High School A pesar de ser una buena estudiante. Colvin tenía dificultades para relacionarse con sus compañeros de clase debido al duelo por la muerte de su hermana. Fue también miembro del Consejo Juvenil de la Asociación Nacional para el Progreso de las Personas de Color, donde entabló una estrecha relación con su mentora, Rosa Parks.

## Incidente en el autobús
En 1955, Colvin era estudiante del instituto segregado de la ciudad Booker T. Washington High School. Dependía de los autobuses de la ciudad para ir y volver de la escuela debido a que su familia no tenía coche. La mayoría de los clientes en el sistema de autobuses eran afroamericanos, pero aun así eran discriminados por su establecida costumbre de asientos segregados. Colvin era miembro del Consejo Juvenil de la NAACP y había estado aprendiendo sobre el movimiento de derechos civiles en la escuela.  El 2 de marzo de 1955 regresaba a casa de la escuela. Se sentó en la sección de color a unos dos asientos de una salida de emergencia, en un autobús de Capitol Heights.
Si el autobús se llenaba y todos los "asientos blancos" de la parte delantera se ocupaban hasta que algunos blancos tuvieran que quedarse de pie, se suponía que los afroamericanos debían levantarse de los asientos cercanos para dejar espacio a estos blancos, moverse más hacia atrás del autobús, y permanecer de pie en el pasillo si no hubiera asientos libres en esa sección. Cuando una mujer blanca que se subió al autobús se quedó de pie en la parte delantera, el conductor del autobús, Robert W. Cleere, ordenó a Colvin y a otras tres mujeres negras en su fila que se movieran hacia atrás. Las otras tres se movieron, pero otra mujer negra, Ruth Hamilton, que estaba embarazada, subió y se sentó junto a Colvin.
El conductor miró a las mujeres a través de su retrovisor. "Nos pidió a las dos que nos levantásemos. [La Sra. Hamilton] dijo que no se iba a levantar y que había pagado su billete y que no le apetecía estar de pie", recuerda Colvin. "Así que le dije que yo tampoco me iba a levantar. Así que me dijo: 'Si no te vas a levantar, avisaré a un policía'". La policía llegó y convenció a un hombre negro sentado detrás de las dos mujeres para que se levantara y así la Sra. Hamilton pudiese moverse hacia atrás, pero aun así Colvin se negaba a moverse. Fue sacada a la fuerza del autobús y arrestada por los dos policías, Thomas J. Ward y Paul Headley. Este hecho ocurrió nueve meses antes de que la secretaria de la NAACP, Rosa Parks, fuera arrestada por el mismo delito.  Colvin dijo más tarde: "Mi madre me dijo que me callara sobre lo que hice. Me dijo que dejara que Rosa fuera la elegida: los blancos no van a molestar a Rosa, les gusta" Colvin no recibió la misma atención que Parks por varias razones: no tenía 'buen cabello', no era de piel clara, era una adolescente y se quedó embarazada. Los líderes del Movimiento por los Derechos Civiles trataron de mantener las apariencias y hacer que los manifestantes 'más atractivos' fueran los más vistos.
Cuando Colvin se negó a levantarse, estaba pensando en un trabajo escolar que había escrito ese día sobre las costumbres locales que prohibían a los negros usar los vestidores para probarse ropa en los grandes almacenes. En una entrevista posterior, dijo: "No podíamos probarnos ropa. Tenías que tomar una bolsa de papel marrón y dibujar un diagrama de tu pie... y llevarlo a la tienda" Refiriéndose a la segregación en el autobús y a la mujer blanca: "Ella no podía sentarse en la misma fila que nosotros porque eso hubiera significado que éramos tan buenos como ella".
"El autobús se estaba llenando y recuerdo al conductor del autobús mirando por el retrovisor y pidiéndole a ella [Colvin] que se levantara por la mujer blanca, lo cual no hizo", dijo Annie Larkins Price, compañera de clase de Colvin. "Ella había estado gritando: '¡Es mi derecho constitucional!'. Ese día decidió que no se iba a mover". Colvin recordó: "La historia me mantuvo pegada a mi asiento. Sentí la mano de Harriet Tubman empujándome hacia abajo en un hombro y la de Sojourner Truth en el otro". Colvin fue esposada, arrestada y sacada a la fuerza del autobús. Gritó que sus derechos constitucionales estaban siendo violados Colvin dijo: "Pero también hice una declaración personal, una que [Parks] no hizo y probablemente no podría haber hecho. El mío fue el primer grito de justicia, y uno fuerte".
Los policías que la llevaron a la comisaría hicieron durante todo el camino comentarios sexuales sobre su cuerpo a la vez que se turnaban para adivinar su talla de sujetador. Price testificó por Colvin, que fue juzgada en un tribunal de menores. Colvin fue acusada inicialmente de alterar el orden público, violar las leyes Jim Crow de segregación racial y golpear y agredir a un oficial de policía. "No hubo agresión", dijo Price. También dijo en un libro (Claudette Colvin: Twice Towards Justice de Phillip Hoose) que uno de los policías se sentó en el asiento de atrás con ella. Esto hizo que tuviera bastante miedo de que la agredieran sexualmente, ya que era algo que sucedía frecuentemente. Se organizó un grupo de líderes negros de los derechos civiles, incluido Martin Luther King, Jr., para debatir el arresto de Colvin con el comisario de policía. Fue rescatada por su pastor, quien le dijo que había traído la revolución a Montgomery.
Durante el juicio, Colvin fue representada por Fred Gray, un abogado de Montgomery Improvement Association (MIA), asociación que organizaba acciones por los derechos civiles. Fue condenada por los tres cargos en el tribunal de menores. Cuando el caso de Colvin fue apelado ante el tribunal de Montgomery Circuit Court el 6 de mayo de 1955, se retiraron los cargos de alteración del orden público y violación de las leyes Jim Crow, aunque mantuvo su condena por agredir a un oficial de policía.
El momento de activismo de Colvin no fue solitario ni aleatorio. En el instituto, tenía ya grandes ambiciones por la actividad política. Soñaba con convertirse en Presidente de los Estados Unidos. Esta inclinación política fue alimentada en parte por un incidente con su compañero de escuela, Jeremiah Reeves, cuyo caso fue la primera vez en la cual Colvin fue testigo del trabajo de la NAACP. Se encontró a Reeves teniendo sexo con una mujer blanca que demandaba haber sido violada, aunque Reeves reclamaba que sus relaciones fueron consentidas. Fue ejecutado por sus presuntos delitos.
Colvin solicitó al tribunal de familia del condado de Montgomery, Alabama, que se eliminaran sus antecedentes penales del tribunal de menores. Daryl Bailey, el fiscal del condado, apoyó su moción afirmando que: "Sus acciones del pasado marzo de 1955 fueron concienzudas, no criminales; inspiradas, no ilegales; deberían haber dado lugar a elogios y no al enjuiciamiento". El juez ordenó borrar y destruir estos antecedentes penales en diciembre de 2021 y afirmó que la negativa de Colvin "había sido reconocida como un acto de valentía en su nombre y en nombre de una comunidad de personas afectadas".

## Browder v. Gayle
Junto a Aurelia S. Browder, Susie McDonald, Mary Louise Smith y Jeanetta Reese, Colvin fue una de las cinco diamantes en el caso judicial de Browder v.Gayle. Más tarde, Jeanetta Reese renunció al caso. Dicho caso, que fue organizado y presentado ante un tribunal federal por el abogado de derechos civiles Fred Gray, declaró la segregación en autobuses urbanos en Montgomery como inconstitucional. Durante el caso, Colvin describió su arresto: “Yo seguía diciendo: ‘Él no tiene ningún derecho civil… este es mi derecho constitucional, no tienes ningún derecho a hacer esto’. Y seguí parloteando cosas, y nunca paré. Fue peor que robar, ya sabes, hablar con una persona blanca”.
Browder v. Gayle se abrió paso en los tribunales. El 5 de junio de 1956, el Tribunal de Distrito de los Estados Unidos del Distrito Medio de Alabama emitió una resolución que declaraba inconstitucionales las leyes del estado de Alabama y de Montgomery de la segregación en los autobuses públicos. Los funcionarios estatales y locales apelaron el caso ante la Corte Suprema de los Estados Unidos. El Tribunal Supremo confirmó sumariamente la decisión del Tribunal de Distrito el 13 de noviembre de 1956. Un mes después, el Tribunal Supremo se negó a reconsiderarlo y el 20 de diciembre de 1956 ordenó a Montgomery y al estado de Alabama que se pusiera fin a la segregación en autobuses de forma permanente. El boicot a los autobuses de Montgomery logró unificar a la gente, independientemente de su nivel educativo o su clase social.

## La vida después del activismo
Colvin tuvo un hijo, Raymond, en marzo de 1956. Colvin se fue de Montgomery a la ciudad de Nueva York en 1958, porque tenía dificultades para encontrar y mantener un trabajo tras su participación en el caso de la corte federal que anuló la segregación en los autobuses (de forma similar, Rosa Parks se fue de Montgomery a Detroit en 1957). Colvin declaró que muchos en su comunidad la calificaron de alborotadora. Abandonó la universidad y luchó en el entorno local.
En Nueva York, Colvin y su hijo Raymond vivían en un principio con su hermana mayor, Velma Colvin. Claudette comenzó a trabajar en 1969 como auxiliar de enfermería en un hogar de ancianos en Manhattan. Trabajó allí 35 años y se jubiló en 2004. Mientras vivía en Nueva York, tuvo un segundo hijo. Se convirtió en contador en Atlanta. Raymond Colvin murió en 1993 en Nueva York de un ataque al corazón a los 37 años.

## Legado
Colvin fue la antecesora del movimiento de boicot a los autobuses de Montgomery de 1955, que atrajo la atención nacional. Pero rara vez contó su historia después de mudarse a la ciudad de Nueva York. Las discusiones en la comunidad negra comenzaron a centrarse en la empresa negra en lugar de la integración, aunque la legislación nacional de derechos civiles no se aprobó hasta 1964 y 1965. Margot Adler de NPR (National Public Radio) dijo que las organizaciones negras creían que Rosa Parks sería una mejor figura para un caso de prueba de integración porque era adulta, tenía trabajo y apariencia de clase media. Sintieron que tenía la madurez para manejar estar en el centro de una posible controversia.
Colvin no fue la única mujer del Movimiento por los Derechos Civiles que quedó fuera de los libros de historia. En el sur, los ministros masculinos constituían la gran mayoría de los líderes. Esto fue en parte producto de la cara externa que la NAACP estaba tratando de transmitir y en parte producto del temor de las mujeres a perder sus trabajos, que a menudo se encontraban en el sistema de escuelas públicas.
En 2005, Colvin le dijo al asesor de Montgomery que no habría cambiado su decisión de permanecer sentada en el autobús: "Me siento muy, muy orgullosa de lo que hice", dijo. "Siento que lo que hice fue una chispa y continuó". "No estoy decepcionada. Hágale saber a la gente que Rosa Parks era la persona adecuada para el boicot. Pero también hágales saber que los abogados cogieron a otras cuatro mujeres a la Corte Suprema para impugnar la ley que condujo al fin de la segregación.”
El 20 de mayo de 2018, el congresista Joe Crowley honró a Colvin por su compromiso de por vida con el servicio público con un Certificado del Congreso y una bandera estadounidense.

## Reconocimiento
Colvin ha dicho a menudo que no está molesta porque no obtuvo más reconocimiento; más bien, está decepcionada. Dijo que sentía como si estuviera "recibiendo su Navidad en enero en vez del 25".
“No creo que haya espacio para muchos más iconos. Creo que la historia solo tiene suficiente espacio para la certeza, ya sabes, ¿cuántos iconos puedes elegir? Entonces, ya sabes, creo que comparas la historia, como que la mayoría de los historiadores dicen que Colón descubrió América y que ya estaba poblada. Pero no dicen que Colón descubrió América; deberían decir, para el pueblo europeo, es decir, su descubrimiento del nuevo mundo.”

-Claudette Colvin
Colvin y su familia han estado luchando por el reconocimiento de su acción. En 2016, ellos desafiaron a la Institución Smithsonian y su Museo Nacional de Historia y Cultura Afroamericana (NMAAHC), quienes pidieron que se le diera una mención más destacada a Colvin en la historia del movimiento de derechos civiles. El NMAAHC tiene una sección dedicada a Rosa Parks, que Colvin no quiere que se retire, pero el objetivo de su familia es obtener un registro histórico correcto y que los funcionarios incluyan la parte de la historia de Colvin. Colvin no fue invitado oficialmente a la dedicación formal del museo, que se abrió al público en septiembre de 2016.
"Todo lo que queremos es la verdad, ¿por qué la historia no consigue hacerlo bien?" dijo la hermana de Colvin, Gloria Laster. "De no haber sido por Claudette Colvin, Aurelia Browder, Susie McDonald y Mary Louise Smith, es posible que no hubiera existido un Thurgood Marshall, un Martin Luther King o una Rosa Parks".
En 2000, la Universidad Estatal de Troy abrió un Museo Rosa Parks en Montgomery para honrar el lugar de la ciudad en la historia de los derechos civiles. Roy White, quien estuvo a cargo de la mayor parte del proyecto, le preguntó a Colvin si le gustaría aparecer en un video para contar su historia, pero Colvin se negó. Ella dijo: "Ya lo han llamado el museo Rosa Parks, por lo que ya han decidido cuál es la historia".
El papel de Colvin no ha pasado completamente desapercibido. La hermana del concejal Larkin estaba en el autobús en 1955 cuando arrestaron a Colvin. En la década de 2010, Larkin hizo arreglos para que una calle llevara el nombre de Colvin. Luego, el reverendo Joseph Rembert dijo: "Si nadie hizo nada por Claudette Colvin en el pasado, ¿por qué no hacemos algo por ella ahora?" Se puso en contacto con los concejales de Montgomery, Charles Jinright y Tracy Larkin, y en 2017, el Consejo aprobó una resolución para una proclamación en honor a Colvin. El 2 de marzo fue nombrado el Día de Claudette Colvin en Montgomery. El alcalde Todd Strange presentó la proclamación y, al hablar de Colvin, dijo: "Ella fue una de las primeras soldados de a pie en nuestros derechos civiles, y no queríamos que pasara esta oportunidad sin declarar el 2 de marzo como el Día de Claudette Colvin para agradecerle por su liderazgo en el movimiento de derechos civiles de hoy en día". Rembert dijo: "Sé que la gente ha escuchado su nombre antes, pero creo que deberíamos tener un día para celebrarla". Colvin no pudo asistir a la proclamación debido a problemas de salud.
En 2019, se inauguró una estatua de Rosa Parks en Montgomery, Alabama, y también se revelaron cuatro marcadores de granito cerca de la estatua el mismo día para honrar a cuatro demandantes en Browder v. Gayle, incluido Colvin.

## Cultura
La ex poeta estadounidense Laureate Rita Dove recordó a Colvin en su poema "Claudette Colvin Goes To Work", publicado en su libro de 1999 On the Bus with Rosa Parks; El cantante de folk John McCutcheon convirtió este poema en una canción, que se interpretó públicamente por primera vez en el Teatro Paramount de Charlottesville, Virginia, en 2006.
El libro para adultos jóvenes Claudette Colvin: Twice Toward Justice, de Phillip Hoose, se publicó en 2009 y ganó el Premio Nacional del Libro de Literatura para Jóvenes.
Una recreación de la resistencia de Colvin se retrata en un episodio de 2014 de la serie de televisión de comedia Drunk History sobre Montgomery, Alabama. Fue interpretada por Mariah Imán Wilson.
En la segunda temporada (2013) de la serie dramática de HBO The Newsroom, el personaje principal, Will McAvoy (interpretado por Jeff Daniels), usa la negativa de Colvin a cumplir con la segregación como un ejemplo de cómo "una cosa" puede cambiarlo todo. Él comenta que si la ACLU hubiera utilizado su acto de desobediencia civil, en lugar del de Rosa Parks ocho meses después, para resaltar la injusticia de la segregación, un joven predicador llamado Dr. Martin Luther King Jr. nunca habría atraído la atención nacional, y Estados Unidos probablemente no hubiera tenido su voz para el Movimiento de los Derechos Civiles.
The Little-Known Heroes: Claudette Colvin, un libro ilustrado para niños de Kaushay y Spencer Ford, se publicó en 2021.
En 2022, se anunció una película biográfica de Colvin titulada Spark, escrita por Niceole R. Levy y dirigida por Anthony Mackie.